# دونلی
دونلی یا دونی یکی از سازهای محلی بلوچستان و از خانوادهٔ نی است. «نَل» در بلوچی یعنی نی. این ساز شامل دو نی است که نوازنده هر دو را هنگام نواختن در دهان خود قرار می‌دهد.این ساز شامل دو نی است که نوازنده هنگام نواختن هر دو نی را در دهان خود قرار داده و نی مؤنث را اندکی پایینتر از نی مذکر قرار می‌دهد. تنها شش سوراخ نی مذکر از محل دمیدن مورد استفاده قرار می‌گیرند. نی مؤنث وظیفه واخوان را به عهده دارد. سه سوراخ صوتی آن از محل دمیدن ساز گاهی نواخته می‌شوند.

دونلی نوازی مرد بلوچ

دونل در حقیقت استفاده همزمان دو عدد ساز نل است که یکی از آنها صدای ثابت و دیگری ملودی‌ها را جاری می‌کند.
به گفته «نصیراحمد ملازهی» در تاریخ ایران باستان ابزاری شبیه به دونلی در تصاویر و نقاشی های به جامانده از آن دوران قابل مشاهده است و ردپای این ساز را در تاریخ باستان می توان پیدا كرد و گذشته از آن در خود بلوچستان تاریخ دیرینه دارد و ساز نوظهوری نیست.